# 광도계

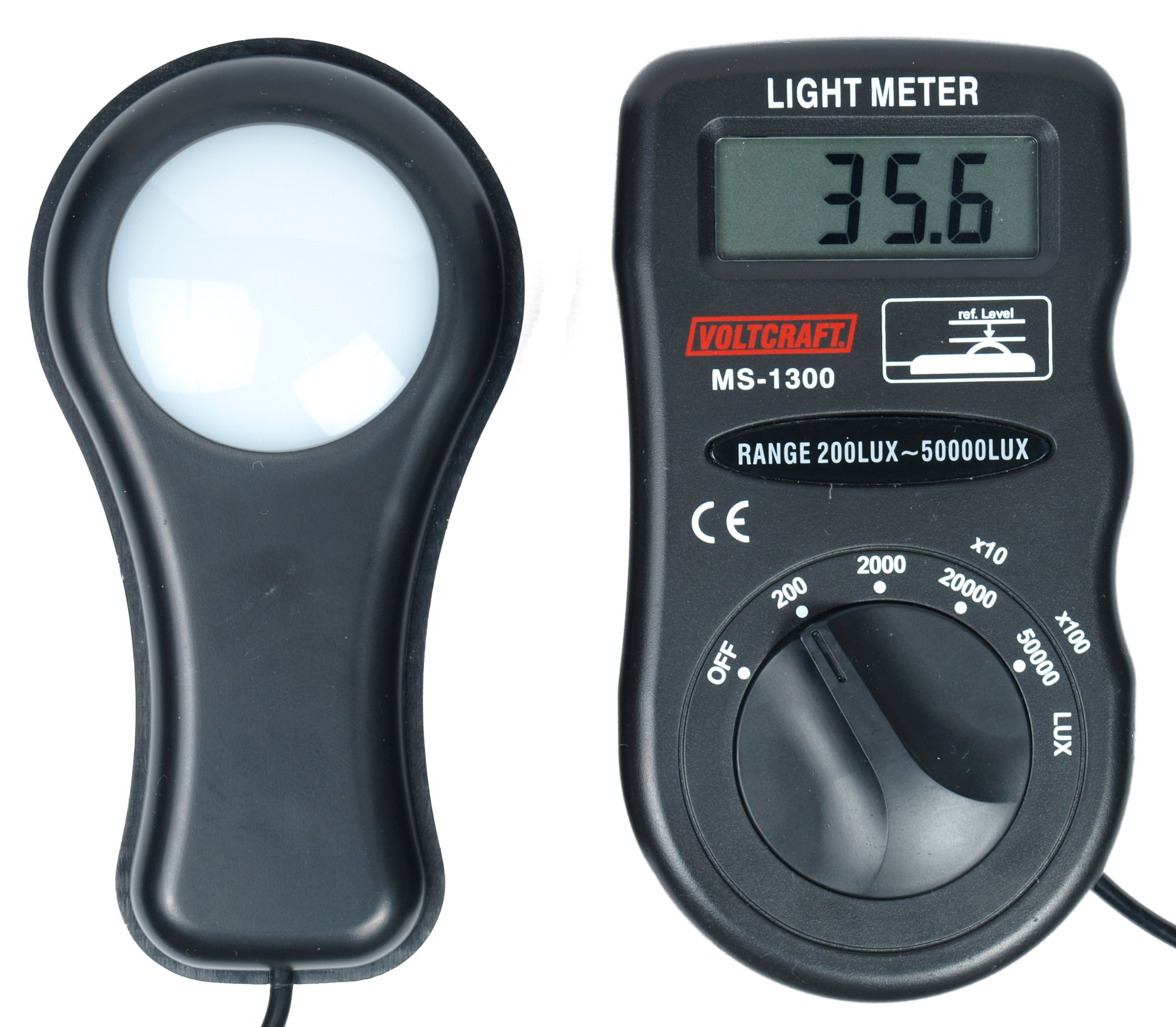
광도계

광도계(光度計, photometer)는 가시 스펙트럼을 포함하여 자외선부터 적외선까지의 범위에서 전자기파의 강도를 측정하는 도구이다. 대부분의 광도계는 포토레지스터, 광다이오드 또는 광전자 배증관을 사용하여 빛을 전류로 변환한다.
광도계는 다음을 측정한다:
- 조도
- 복사조도
- 흡광
- 산란
- 반사
- 형광
- 인광
- 발광

## 같이 보기
- 라만 분광법
- 광검출기